# Kazys Grinius
Kazys Grinius (Selema, gemeente Kazlų Rūda, 17 december 1866 – Chicago, 4 juni 1950) was een Litouwse politicus. Hij was minister-president in de jaren 1920-1922 en president gedurende zes maanden in 1926.

## Levensloop
Grinius werd in 1866 geboren in Selema, in de omgeving van Marijampolė. Op dat moment lag de plaats in het Gouvernement Augustów van het Keizerrijk Rusland; in het volgende jaar kwam ze in het Gouvernement Suwałki te liggen.
Hij volgde lager onderwijs in Oškinė, een plaatsje in de buurt, en daarna het gymnasium in Marijampolė. Na het behalen van zijn diploma in 1887 ging hij geneeskunde studeren aan de Staatsuniversiteit van Moskou. In zijn studietijd werd hij lid van een geheim genootschap van Litouwse studenten, dat fondsen bij elkaar bracht voor de uitgave van kritische tijdschriften en boeken in het Litouws. Zelf schreef hij ook, onder andere voor Varpas (‘De Klok’), het tijdschrift van Vincas Kudirka. In die jaren waren Litouwse publicaties in het Latijnse alfabet verboden; veel Litouwse boeken en tijdschriften werden gedrukt in het Duitse Tilsit (nu Sovjetsk in de oblast Kaliningrad) en daarna over de grens met Rusland gesmokkeld. In 1889 kwam Grinius voor negen dagen in de gevangenis terecht voor deelname aan een protestactie.
Grinius was nog niet afgestudeerd toen hij in 1892 een tijdlang werkte als arts in een behandelcentrum voor cholerapatiënten in Minsk. In 1893 studeerde hij af.
Na zijn afstuderen werkte hij negen maanden op de Kaspische Zee als scheepsarts. In 1894 vestigde hij zich als huisarts in Marijampolė. Daarna vervulde hij dezelfde functie in achtereenvolgens Virbalis, Naumiestis en Pilviškiai. In 1896 was hij een van de stichters van de Sociaaldemocratische Partij van Litouwen. In hetzelfde jaar trouwde hij met Joana Pavalkytė. Het paar kreeg drie kinderen, de zoons Kazys en Jurgis en de dochter Gražina.
In 1903 keerde Grinius terug naar Marijampolė, waar hij nogmaals enige tijd in de gevangenis doorbracht wegens pro-Litouwse activiteiten. In 1905 woonde hij in Vilnius; in 1906 kwam hij terug naar Marijampolė, waar hij en zijn vrouw prompt weer twee weken de gevangenis in gingen. Van 1908 tot 1910 leefde hij weer in Vilnius. In 1910 bracht hij anderhalve maand in de gevangenis van Marijampolė door.
Van 1914 tot in 1919 leefde Kazys Grinius met zijn familie in Kislovodsk in Rusland zelf. In 1917 werd hij gekozen in de Raad van Litouwers in het naburige Voronezj. In 1918 kwamen zijn vrouw en dochter om het leven bij een roofoverval door plunderende soldaten van het Rode Leger. In 1919 vertrok Grinius naar Parijs, waar hij in overleg met de Litouwse delegatie bij de onderhandelingen over het Verdrag van Versailles bemiddelde bij de repatriëring van Litouwse krijgsgevangenen van de Duitsers. Hij hielp rond 1.000 Litouwers terug te keren naar hun vaderland, dat nu onafhankelijk was geworden. In Parijs overleed zijn zoon Jurgis.

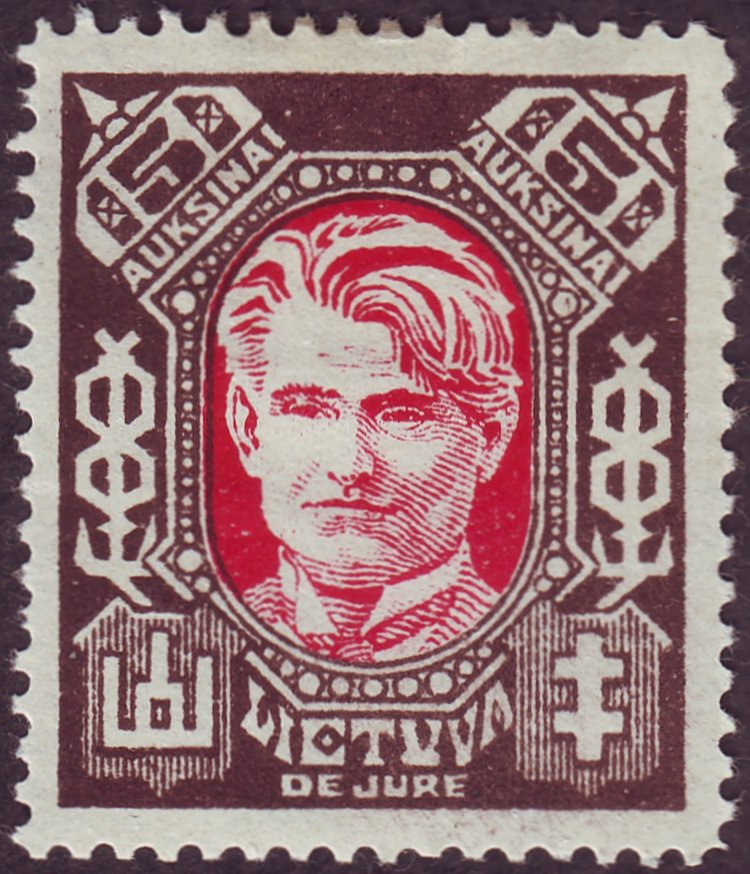
Postzegel uit 1922 met het portret van Kazys Grinius

Grinius keerde later in 1919 naar Litouwen terug. Daar maakte hij namens de sociaaldemocraten deel uit van de Steigiamasis Seimas, de grondwetgevende vergadering, die zitting had in de jaren 1920-1922 en vooral tot taak had een grondwet op te stellen voor het herrezen Litouwen. Van juni 1920 tot februari 1922 was Grinius minister-president. Tijdens zijn regering kwam de Vrede van Moskou tussen Litouwen en de Sovjet-Unie tot stand, waarbij de Sovjet-Unie de onafhankelijkheid van Litouwen erkende.
Grinius keerde terug in de Eerste (1922-1923), Tweede (1923-1926) en Derde (1926-1927) Seimas, het Litouwse parlement, maar nu namens een andere partij, de Litouwse Agrarische Volksunie. In 1922 werd hij tevens hoofd van de afdeling Gezondheid en Hygiëne van de gemeente Kaunas.
De Derde Seimas koos op 7 juni 1926 Kazys Grinius tot president. Op 15 juli  vormden de Agrarische Volksunie en de Sociaaldemocraten met steun van de nationale minderheden (Duitsers, Polen en Joden) een regering onder Mykolas Sleževičius. De rechtse partijen, waaronder de Litouwse Christendemocratische Partij, die nog steeds de grootste partij was, accepteerden de nieuwe linkse regering niet. De regering nam dan ook een reeks controversiële maatregelen. Ze liet een aantal communistische gevangenen vrij, die prompt manifestaties gingen houden. Een verdrag met de Sovjet-Unie werd door rechts fel bekritiseerd. Concessies aan de Poolse minderheid vielen ook al niet in goede aarde. Op 17 december 1926 (Grinius’ zestigste verjaardag) pleegden militairen een coup onder het motto dat ze daarmee een communistische staatsgreep verijdelden. Grinius en Sleževičius werden afgezet en de macht werd overgedragen aan de christendemocraten en de Tautininkai, de kleine nationalistische partij. Op 18 december trad Grinius officieel af. Voor één dag was Jonas Staugaitis, de voorzitter van de Seimas, waarnemend president. Hij trad af ten gunste van de christendemocraat Aleksandras Stulginskis, die zich maar een paar uur waarnemend president mocht noemen. Op 19 december droeg hij zijn functie over aan Antanas Smetona van de Tautininkai. Zowel Stulginskis als Smetona was al eerder president geweest. Op 26 december 1926 werd Smetona officieel als president geïnstalleerd. Tot 1940 voerde hij een autoritair bewind over Litouwen.
Grinius nam zijn baan bij de gemeente Kaunas weer op. In 1927 hertrouwde hij met Kristina Arsaitė. Ze kregen een zoon Liūtas.
Hij werd ongemoeid gelaten tijdens de Sovjetbezetting van 1940. Tijdens de bezetting door nazi-Duitsland (1941-1944), die daarop volgde, protesteerde hij tegen de Jodenvervolging. De Duitsers verbanden hem naar Ąžuolų Būda vlakbij zijn geboortedorp. 
In 1944, toen het Rode Leger oprukte en de Duitse troepen verdreef, lukte het Grinius te vluchten naar Duitsland. In 1947 emigreerde hij naar de Verenigde Staten, waar hij zich vestigde in Chicago. Daar overleed hij in 1950. Zijn stoffelijke resten zijn in 1994, na het herstel van de Litouwse onafhankelijkheid, herbegraven in Selema.
Behalve Litouws-nationalistische publicaties schreef Grinius ook boeken en artikelen over botanie, geneeskunde en geschiedenis. Hij vertaalde fictie en populair-wetenschappelijke publicaties vanuit het Pools en andere talen in het Litouws. Hij schreef ook zijn memoires, die in twee delen zijn gepubliceerd onder de titel Atsiminimai ir mintys (‘Herinneringen en gedachten’).

## Monumenten

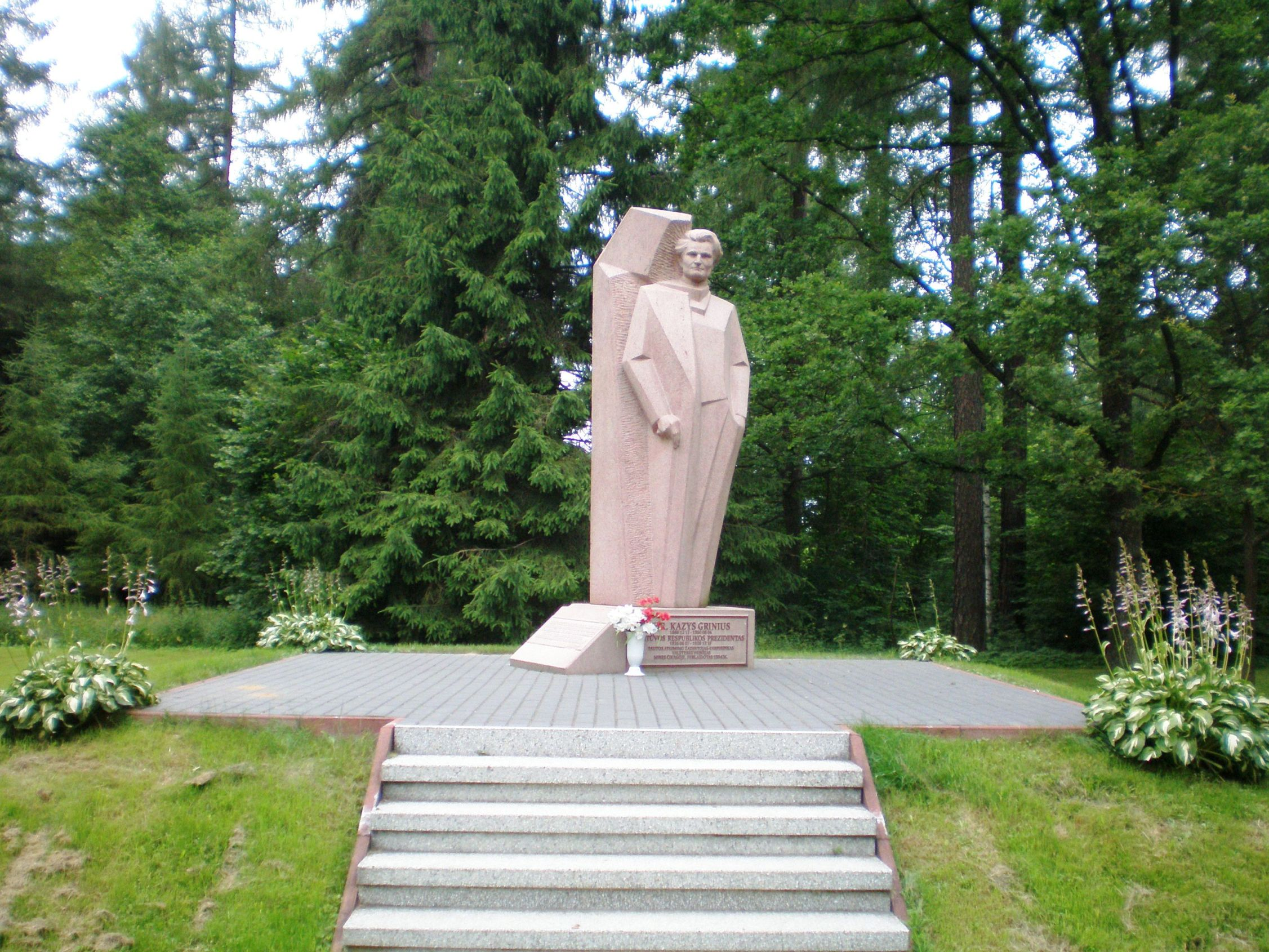
Gedenkteken voor Kazys Grinius in zijn geboorteplaats Selema

Op het graf In Grinius’ geboorteplaats Selema staat een stenen standbeeld van hem, gemaakt door Kęstutis Balčiūnas.
In de tuin van het vroegere presidentiële paleis in Kaunas staat een bronzen beeld van Grinius, gemaakt door Stasys Žirgulis.
In Chicago is een Litouws kerkhof. Op de plaats waar vroeger het graf van Grinius lag, staan een gedenkzuil en een borstbeeld.
In Marijampolė is een museum gewijd aan het leven van Grinius.